# Compulsion de répétition
 (décembre 2020).
Si vous disposez d'ouvrages ou d'articles de référence ou si vous connaissez des sites web de qualité traitant du thème abordé ici, merci de compléter l'article en donnant les références utiles à sa vérifiabilité et en les liant à la section « Notes et références ».
La compulsion de répétition ou contrainte de répétition (Wiederholungszwang) est un concept psychanalytique introduit par Freud qui fait intervenir plusieurs concepts fondamentaux de la psychanalyse comme le principe de plaisir, le concept de pulsion et dans le cadre de la seconde théorie des pulsions, la pulsion de mort.
Concrètement, il s'agit pour une personne de se placer inconsciemment dans une situation pénible, en répétant une expérience ancienne dont il a oublié le modèle d'origine.

## Définition
En psychopathologie et concrètement, il s'agit d'un « processus incoercible et d'origine inconsciente » : le sujet répète des expériences anciennes en se plaçant dans des situations pénibles et « sans se souvenir du prototype », mais en ayant au contraire l'impression très vive de quelque chose « pleinement motivé dans l'actuel ». 
Au niveau théorique, la compulsion de répétition est considérée par Freud comme « un facteur autonome, irréductible en dernière analyse à une dynamique conflictuelle où n'interviendrait que le jeu conjugué du principe de plaisir et du principe de réalité ». La compulsion de répétition « est au centre d'Au-delà du principe de plaisir (Jenseits des Lustprinzips, 1920) », à un moment « où Freud remet en question les concepts les plus fondamentaux de sa théorie ». Des « options sur les notions les plus cruciales de l'œuvre freudienne » sont impliquées comme celles de principe de plaisir, de pulsion, de pulsion de mort, de liaison.      

## Jeu de la bobine
Après la Première Guerre mondiale, Freud formule sa théorie du traumatisme. Néanmoins, il élaborera la nouvelle conception de la compulsion de répétition, en 1920 à partir de l'observation d'un enfant. 
Le jeu du « Fort Da » s’insère dans une remise en question du principe de moindre excitation qui seul régirait l’appareil psychique. S. Freud, dans Au-delà du principe de plaisir (1920), note que la répétition, observée dans plusieurs comportements, dont le jeu de son petit-fils Ernst, vient contredire ce principe et postule finalement qu’il existe un autre principe basé sur une compulsion de répétition, le principe de mort.
Le jeu du jeune Ernst, garçon âgé d’un an et demi, sage, possédant quelques rudiments de langage, quelques phonèmes ou interjections, est simple en apparence. « Ce bon petit garçon avait l’habitude, qui pouvait être gênante, de jeter loin de lui dans un coin de la pièce, sous le lit, etc. tous les petits objets dont il pouvait se saisir, (…). En même temps, il émettait avec une expression d’intérêt et de satisfaction un « o-o-o-o- », fort et prolongé, qui, de l’avis commun de sa mère et de l’observateur, n’était pas une interjection mais signifiait « parti », en allemand « fort » (page 52, éditions Payot).
Un autre jour, Freud est témoin d’un jeu à l’aide d’une bobine que l’enfant jette loin de lui en prononçant l’interjection « o-o-o-o- », et qu’il ramène grâce au fil en énonçant un joyeux « da » ["là" en français]. Le jeu complet consiste donc en un aller retour de l’objet, dont il ne fait pas de doute que le retour devrait être le moment le plus heureux. Pourtant, remarque Freud, la répétition du premier acte du jeu est plus fréquente que le jeu complet et semble donc suffire à l’enfant.
Dans un troisième temps, au cours de longues absences de sa mère, l’enfant « avait trouvé un moyen de se faire disparaître lui-même. Il avait découvert son image dans le miroir qui n’atteignait pas tout à fait le sol et s’était accroupi de sorte que son image dans le miroir était « partie » ». Au retour de sa mère, Ernst prononça « bébé –o-o-o-o » pour signifier son retour.
Freud rapporte également les réactions de l’enfant dans deux situations difficiles, celle de l’absence du père parti à la guerre, puis du décès de sa mère, mais nous nous arrêterons ici au jeu du « Fort Da ».
Cette situation d’un simple jeu enfantin s’avère d’une extrême richesse, Freud en développera plusieurs points d’analyse du point de vue métapsychologique.
La bobine prend le statut d’objet symbolisant la mère dans sa présence et absence. L’acte de jeter cet objet correspond pour l’enfant à se séparer de la dyade mère enfant, à passer d’un registre passif à celui d’actif, nous dit Freud, afin de répondre à une pulsion d’emprise. Mais cette interprétation n’est pas suffisante pour expliquer la répétition du premier acte du jeu, celui-là même où le manque apparaît. Le jeu devant le miroir amène S. Freud à supposer à l’enfant un désir de vengeance envers cet objet frustrant.
Mais un des éléments plus particulièrement remarquable de ce jeu enfantin reste l’oralisation des deux phonèmes, « fort » pour désigner la présence dans l’absence et « da » pour l’absence dans la présence qui signe un réel acte de création. Cela permet à l’enfant, nous dit S. Freud, de tolérer le renoncement à une manifestation pulsionnelle de colère quand sa mère le quitte.

### Métapsychologie
La première notion de compulsion de répétition est liée à la notion de trace mnésique et de décharge. Un souvenir ne peut être réinvesti, et la satisfaction manque alors. Le souvenir, refoulé, s'exprimera à travers des actes. 
Plus la résistance sera grande plus la mise en actes se substituera au souvenir.
La seconde signification de la compulsion de répétition remet en cause le principe de plaisir dans lequel le sujet recherche la décharge - la pulsion étant comprise comme une énergie. 
Si Freud distinguait jusque-là entre principe de plaisir et principe de réalité (capable d'ajourner la satisfaction), il y a joint dans Au-delà du principe de plaisir le principe de Nirvana, tendance du psychisme à supprimer toute excitation.

## Implications cliniques et théoriques de la compulsion découlant du «principe de répétition»
D'un point de vue psychanalytique, si la compulsion de répétition peut être envisagée sous un angle « négatif », c'est-à-dire comme une résistance au service du masochisme, de la pulsion de mort ou de la pulsion de destruction, elle doit aussi être vue comme ce qui fonde les chances d'une cure psychanalytique de permettre à l'analysant de découvrir de nouvelles défenses psychiques plus économiques et plus adaptées. Le patient sur le divan « répète » des rêves (de souffrance), des attitudes (masochistes ou destructrices), en un mot une manière d'être en relation, mais il le fait aussi en espérant que l'analyse le mènera vers d'autres voies. On pourrait aller jusqu'à dire que c'est parce qu'il « répète » dans un cadre différent (neutre et bienveillant) que la cure peut avoir lieu.[source insuffisante]
En ce sens, la « compulsion de répétition » découlant du « principe de répétition » est un des fondements majeurs de la cure. Elle se déploie dans le  transfert puis se modifie par son analyse et sa perlaboration, c'est alors qu'elle peut être dépassée. Cette espérance, plus ou moins consciente et/ou inconsciente est à la base de toute demande d'analyse, quelle que soit la manière dont elle s'exprime. C'est un appel à du nouveau, à de la croissance, etc.[réf. nécessaire]
Leon Grinberg illustre ceci en écrivant : « Nul doute que l'individu fait beaucoup inconsciemment, pour se forger son propre destin. Freud se référa, en ce sens, à un mécanisme important, qui est celui de la compulsion à la répétition. On tend à reproduire, dans différents scénarios et à plusieurs occasions, le même type de conflit qui correspond aux moules primitifs des premiers conflits infantiles. Il en va ainsi par exemple de ceux qui se plaignent que l'amitié s'achève toujours avec la trahison de l'ami, ou les mécènes qui souffrent toujours de l'ingratitude de leurs protégés, ou les amants dont les rapports se terminent toujours de la même façon ». Il poursuit : « Parmi les facteurs qui sont à l'origine de la compulsion de répétition, on trouve les situations d'angoisse qui proviennent de nos toutes premières expériences. Il s'agit d'angoisses persécutrices et dépressives (cf. Mélanie Klein : Position schizo-paranoïde et position dépressive), et de sentiments de culpabilité qui nous obligent à répéter encore et toujours une certaine conduite envers nous-mêmes et les autres pour nous défendre contre ces dangers fantasmés au début de la vie. Évidemment on est tenté de l'attribuer à la « malchance » ou au destin, ou encore à l'enregistrer comme une expérience superstitieuse, sans pouvoir percevoir ni comprendre le degré de sa propre participation active - si inconsciente soit-elle - dans l'enchaînement des événements de la situation ».[source insuffisante]

#### Textes de référence
- Sigmund Freud:
  - Remémoration, répétition et perlaboration, 1914, in La technique psychanalytique, PUF 1953
  - Au-delà du principe de plaisir (1920), Paris, Payot, coll. "Petite Bibliothèque Payot", 2010  (ISBN 2-228-90553-4)

#### Études sur le concept
- Jean Laplanche et Jean-Bertrand Pontalis, « Compulsion de répétition », dans Jean Laplanche et Jean-Bertrand Pontalis, Vocabulaire de la psychanalyse, Presses universitaires de France, 1984 (1re éd. 1967) (ISBN 2 13 038621 0), p. 86-89.
  - « Compulsion, compulsionnel », dans Jean Laplanche et Jean-Bertrand Pontalis, Vocabulaire de la psychanalyse, Presses universitaires de France, 1984 (1re éd. 1967) (ISBN 2 13 038621 0), p. 84-86.
  - « Névrose traumatique », dans Jean Laplanche et Jean-Bertrand Pontalis, Vocabulaire de la psychanalyse, Presses universitaires de France, 1984 (1re éd. 1967) (ISBN 2 13 038621 0), p. 286-289.
- Michel de M'Uzan, Le même et l'identique, 1969, in De l'art à la mort.